# Nynningen

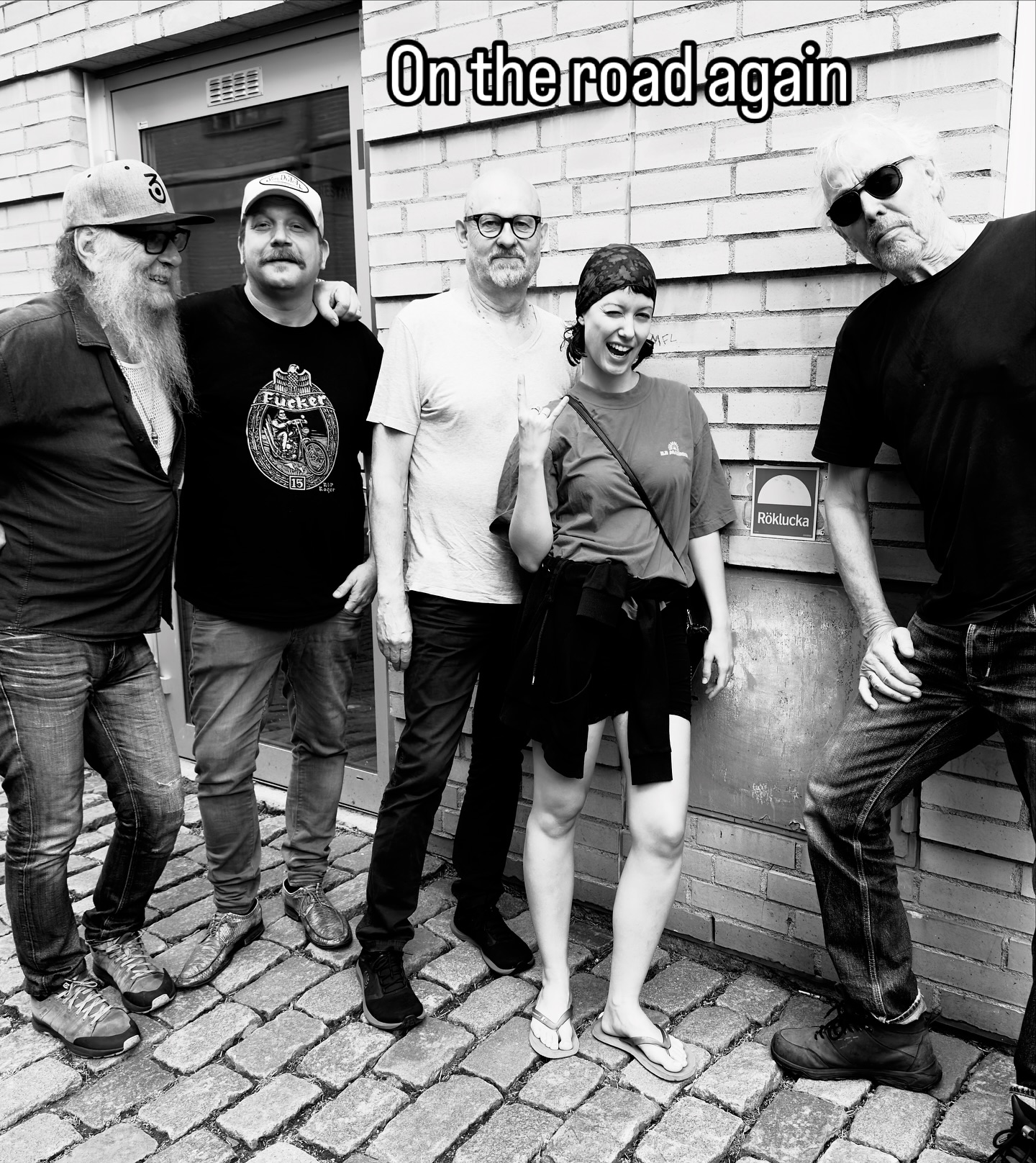
Nynningen på turné 2025

Nynningen är en svensk musikgrupp som startade 1970 i Göteborg. Gruppen bildades av Tomas Forssell och Bertil Goldberg. 1971 kom Torsten "Totta" Näslund med i gruppen som nu blev trio. Bandet spelade in demos i Hagahusets musikverksamhet, inspelningar som skickades till MNW. När Totta ville jobba i hamnen kom Christer Öhman med i trion. En av de första festivalspelningarna var i Sjömarken utanför Borås. Därefter blev bandet ett av de flitigaste turnerande grupperna under den progressiva musikrörelsens framväxt. 
Nynningens första album, Man mognar med åren, var mer poetiskt och existentiellt, och inte lika politiskt som deras senare verk. Totta kom tillbaka när Christer Öhman valde att stiga av efter första skivinspelningen. Gruppen utvecklade sig mer och mer till en musikteatergrupp med ambition att göra något mer från scen än att "bara" spela musik. Pianisten Bernt Andersson och gitarristen Bengt Blomgren samt trummisen Dennis Lundh från Älgarnas trädgård kom med, och bandet turnerade landet runt med "Majakovskiprogrammet", tonsatta dikter av och en berättelse om den ryske poeten Vladimir Majakovskij. Dennis Lundh som lånats ut ersattes av Mikael Gyllenstig som hängde på bandet på deras andra album För full hals, vilket helt innehöll tonsättningar av texter av revolutionspoeten Majakovskij. Gruppen gjorde också musikteater för barnradion i Göteborg.
I mitten av 1970-talet samarbetade Nynningen alltmer med Nationalteatern, ofta under namnet "Nationalteaternynningen". Till en början var det genom de gemensamma kabaréerna som spelades i Göteborg och Stockholm. Näslund gick över till Nationalteatern efter det tredje albumet, 1974, som innehöll låtar från musikteaterföreställningen "De hängdas revolution", baserad på författaren B. Travens romancykel om de livegnas kamp i ett tidigt Mexiko.
Nynningens sound blev rockigare och blev ännu tyngre på albumet Äntligen en ny dag. Totta Näslunds plats vid sångmikrofonen hade övertagits av nye medlemmen Sam Vesterberg. Deras sista album Vi kommer att leva igen utgavs tillsammans med Nationalteatern och innehåller låtar från en teaterpjäs om USA:s historia.
Tillsammans med flera fria teatergrupper genomförde Nynningen det berömda Tältprojektet 1977.
Bandet spelade fram till 1980 då gruppen gjorde en turné med Tomas Forssell som släppt sitt andra soloalbum Nya tider.
1996 återförenades den tidiga uppsättningen av Nynningen i samband med en stödspelning på Musikens Hus i Göteborg. Några låtar återfinns på dubbel CD:n Nynningen, som MNW släppte i sin serie några år senare. Även För Full Hals återutgavs som en av MNW:s viktigaste skivor från den perioden.
Nynningen gjorde ännu en comeback i december 2016 på Pustervik i Göteborg, då man framförde För full hals med fyra av originalmedlemmarna från Majakovskijprojektet på scen. Sedan dess har gruppen turnerat flitigt över hela Sverige på festivaler och klubbar, och medverkade bland annat i tidningen Proletärens turné "Höj rösten" under sensommaren 2018.
Enligt Nynningens egen Facebook sida fortsätter gruppen att turnera. och kommer med ett nytt album " Ljuva drömmar" hösten 2025

## Medlemmar
Ordinarie medlemmar
- Tomas Forssell – gitarr, keyboard, basgitarr
- Christer Öhman - sång, gitarr
- Bertil Goldberg – gitarr, basgitarr, sång, congas
- Torsten "Totta" Näslund – sång
- Nikke Ström – basgitarr, ståbas
- Bernt Andersson – keyboard, dragspel, munspel, sång
- Bengt Blomgren – gitarr
- Dennis Lundh – trummor
- Mikael Gyllenstig – trummor, congas
- Sam Vesterberg – sång, gitarr

Bidragande musiker
- Kjell Karlgren – flöjt, saxofon
- Anders Olsson – saxofon, flöjt
- Anders Melander – piano
- Stig Ekelöf – trombon
- Anders Lönnbro – sång
- Anki Rahlskog – sång
- Bror Borgström – sång
- Carin Ödquist – sång
- Ewa Wilhelmsson – sång
- Hans Wiktorsson – sång, slagverk

## Diskografi
Studioalbum
- Man mognar med åren (1972)
- För full hals (1973)
- 1974 (1974)
- Äntligen en ny dag! (1975)
- Vi kommer att leva igen (1977) (med Nationalteatern)[10]
- Vi kommer (2019) [11]
- Allting börjar klarna (2020) [12]
- Anakonda och andra låtar (2021) [13]

Singlar
- "Doin' the omoralisk schlagerfestival" (1975) (med Nationalteatern och Risken Finns)

Samlingsalbum
- MNW Klassiker – Nynningen (2010) (2xCD)[14]

Medverkan på samlingsalbum
- Vi kan leva utan kärnkraft (1975)
- Alternativ festival (1976)